# 秋夢乃
秋 夢乃（あき ゆめの、1982年9月29日 - ）は中華人民共和国広東省茂名市出身、元劇団四季のミュージカル女優。本名は鄭夢秋 （ジェン・モンチュウ、簡体字: 郑梦秋、拼音: Zhèng Mèngqiū ）。身長は165cm、血液型B型。愛称は「あきちゃん」。

## 中国での経歴
1999年北京の名門演劇学校中央戯劇学院表演系音楽劇本科（＝ミュージカル科）に入学。勉学のかたわら舞台（学内公演も含む）やテレビ、映画にも出演。ストレートプレイでは『屠夫』、ミュージカルでは『夢から醒めた夢』『香格里拉（シャングリラ）』、TVドラマでは『生命因你而動聴』『風沙』、映画では『歓楽一家』などに出演。

## 劇団四季
2001年に劇団四季のレッスンに初参加、2003年9月に来日、劇団四季に入団。
2004年2月、『CATS』のジェリーロラム＝グリドルボーン役で日本の舞台にデビュー。以後回を重ね、現在では同役のメインキャストとして成長振りを見せている。
2004年6月には、『ひばり』（貴婦人役）でストレートプレイの舞台にも立った。その後芸名を秋夢子と改名。
2006年5月放映のフジテレビ『オナジソラノシタ』でその素顔がお茶の間に紹介された。
2007年5月24日には『アイーダ』でタイトルロールデビュー。
2008年6月22日に『思い出を売る男』の恋人ジェニイ役で舞台に立つ。
2009年9月13日に、『ミュージカル南十字星』で、主役の一人、リナ・ニングラット役としてデビュー。
2010年1月20日、『エビータ』で、タイトルロールデビュー。
『クレイジー・フォー・ユー』の主役のひとりポリー・ベーカー役は2005年～2006年にも稽古をしたことがあったがその時には出演には至らず、2011年2月19日に始まった全国公演で念願のデビュー、全公演に出演。その後の東京凱旋公演でも全公演に出演した。「キャッツ」8000回公演にも出演した。「アイーダ」四季劇場［秋］アンコール公演ではアイーダとして初日に出演した。
2013年12月付で劇団四季を退団。

## 劇団四季退団後の活動
2014年4月3日、横浜市鶴見区のサルビアホールで、自身初となるソロコンサートを開催。四季時代に自身が務めた役の持ち歌をはじめ、15曲を披露した。
2014年5月10日、本人のブログにて、芸名を秋夢乃(あきゆめの)に改名することが報告された。
2014年5月から、芸能事務所クリームインターナショナルに所属。
2014年8月、「Dramatic Musical Collection」（天王洲 銀河劇場）にゲスト出演。
2014年9月20日、「Autumn Dream 秋 夢乃 ミュージカルライブ」（TOKYO FM HALL）
2014年10月22日、テレビ東京系の『THEカラオケ★バトル』で『リトルマーメイド』の「パート・オブ・ユア・ワールド」を歌い、優勝。
2015年2月11日、テレビ東京系の『THEカラオケ★バトル』準優勝。
2015年2月11日、『キム・ジュンヒョンThe　Greatest　Vocalist　Vol.01』ゲスト
2015年3月20日、4月24日、5月17日に3か月連続開催のマンスリーライブ『秋夢乃 Monthly Live @ Blues Alley Japan』

## 主な出演

### 舞台

#### 劇団四季所属時代
太字はヒロイン
- CATS - ジェリーロラム＝グリドルボーン
- ひばり - 貴婦人
- アイーダ - アイーダ
- 思い出を売る男 - 恋人ジェニイ
- 劇団四季 ソング&ダンス55ステップス - ヴォーカルパート
- ミュージカル李香蘭 - 李愛蓮
- ミュージカル南十字星 - リナ・ニングラット
- エビータ - エヴァ・ペロン
- クレイジー・フォー・ユー - ポリー・ベーカー
- リトルマーメイド - アリエル

#### 劇団四季退団後
- 浅利慶太プロデュース公演『ミュージカル李香蘭』（2015年8月 - 9月、JR東日本アートセンター自由劇場）[2] - 李愛蓮 役
- 『楽園』  （2016年9月、 一ッ橋ホール） - レイラーニ 役
- 幻想奇譚『白蛇伝』（2017年5月、紀伊国屋サザーンシアター） - 胡媚娘 役
- 音楽劇『魔都夜曲』（2017年7月、シアターコクーン） - 宇春 役